# Jay Simpson
Jay-Alistaire Frederick Simpson (Enfield, 1º dicembre 1988) è un ex calciatore inglese, di ruolo attaccante.

## Caratteristiche tecniche
Può giocare sia come centravanti che come ala.

## Carriera

### Club
Simpson si è unito nelle giovanili dell'Arsenal all'età di 9 anni, ed ha giocato in una partita di Under-18 a 13 anni. Dal 2006 è passato alle riserve dell'Arsenal ed è stato convocato per la prima partita in League Cup dei Gunners contro il West Bromwich Albion. Tuttavia non è sceso in campo.

## Statistiche

### Presenze e reti nei club
Statistiche aggiornate al 30 giugno 2013.
| Stagione             | Squadra              | Campionato           | Campionato | Campionato | Coppe nazionali | Coppe nazionali | Coppe nazionali | Coppe continentali | Coppe continentali | Coppe continentali | Altre coppe | Altre coppe | Altre coppe | Totale | Totale |
| Stagione             | Squadra              | Comp                 | Pres       | Reti       | Comp            | Pres            | Reti            | Comp               | Pres               | Reti               | Comp        | Pres        | Reti        | Pres   | Reti   |
| -------------------- | -------------------- | -------------------- | ---------- | ---------- | --------------- | --------------- | --------------- | ------------------ | ------------------ | ------------------ | ----------- | ----------- | ----------- | ------ | ------ |
| 2007-2008            | Millwall             | FL1                  | 41         | 6          | FACup+CdL       | 4+0             | 1               | -                  | -                  | -                  | FLT         | 1           | 1           | 46     | 8      |
| 2008-gen. 2009       | Arsenal              | PL                   | 0          | 0          | FACup+CdL       | 0+3             | 2               | UCL                | 0                  | 0                  | -           | -           | -           | 3      | 2      |
| gen.-giu. 2009       | West Bromwich        | PL                   | 13         | 1          | FACup+CdL       | 4+0             | 1               | -                  | -                  | -                  | -           | -           | -           | 17     | 2      |
| 2009-2010            | QPR                  | FLC                  | 39         | 12         | FACup+CdL       | 2+1             | 1+0             | -                  | -                  | -                  | -           | -           | -           | 42     | 13     |
| 2010-2011            | Hull City            | FLC                  | 32         | 6          | FACup+CdL       | 1+1             | 0               | -                  | -                  | -                  | -           | -           | -           | 34     | 6      |
| 2011-gen. 2012       | Hull City            | FLC                  | 3          | 0          | FACup+CdL       | 1+1             | 0               | -                  | -                  | -                  | -           | -           | -           | 5      | 0      |
| gen.-giu. 2012       | Millwall             | FLC                  | 16         | 4          | FACup+CdL       | -               | -               | -                  | -                  | -                  | -           | -           | -           | 16     | 4      |
| Totale Millwall      | Totale Millwall      | Totale Millwall      | 57         | 10         |                 | 4               | 1               |                    | -                  | -                  |             | 1           | 1           | 62     | 12     |
| 2012-2013            | Hull City            | FLC                  | 43         | 6          | FACup+CdL       | 3+1             | 0+1             | -                  | -                  | -                  | -           | -           | -           | 47     | 7      |
| Totale Hull City     | Totale Hull City     | Totale Hull City     | 78         | 12         |                 | 8               | 2               |                    | -                  | -                  |             | -           | -           | 86     | 13     |
| 2014                 | Buriram Utd          | PL                   | 15         | 1          | FACup+CdL       | 0               | 0               | ACL                | 6                  | 0                  | ST          | 1           | 1           | 22     | 2      |
| 2014-2015            | Leyton Orient        | FL1                  | 28         | 5          | FACup+CdL       | 1+3             | 0               | -                  | -                  | -                  | FLT         | 2           | 3           | 34     | 8      |
| 2015-2016            | Leyton Orient        | FL2                  | 45         | 25         | FACup+CdL       | 2+1             | 0               | -                  | -                  | -                  | FLT         | 0           | 0           | 48     | 25     |
| 2016-gen. 2017       | Leyton Orient        | FL2                  | 14         | 3          | FACup+CdL       | 1+0             | 0               | -                  | -                  | -                  | FLT         | 2           | 0           | 17     | 3      |
| Totale Leyton Orient | Totale Leyton Orient | Totale Leyton Orient | 87         | 33         |                 | 8               | 0               |                    | -                  | -                  |             | 4           | 3           | 99     | 36     |
| 2017                 | Philadelphia Union   | MLS                  | 4          | 1          | USOC            | 0               | 0               | -                  | -                  | -                  | -           | -           | -           | 4      | 1      |
| Totale carriera      | Totale carriera      | Totale carriera      | 293        | 70         |                 | 30              | 6               |                    | 6                  | 0                  |             | 6           | 5           | 335    | 81     |

## Palmarès

### Club

#### Competizioni nazionali
- Thai Premier League: 1

Buriram United: 2014
- Kor Royal Cup: 1

Buriram United: 2014

### Individuale
- PFA Football League Two Team of the Year: 1[3]

2015-2016